# Sterne à gros bec
Phaetusa simplex
Genre
Espèce
Statut de conservation UICN

 LC  : Préoccupation mineure

Carte de répartition

La Sterne à gros bec (Phaetusa simplex) est une espèce d'oiseaux de la famille des Laridae. C'est la seule espèce du genre Phaetusa.

## Taxinomie
D'après Alan P. Peterson, cette espèce est constituée des deux sous-espèces suivantes :
- Phaetusa simplex chloropoda (Vieillot) 1819 :
- Phaetusa simplex simplex (Gmelin) 1789.

Selon la classification de référence (version 14.1, 2024) de l'Union internationale des ornithologues, la Sterne à gros bec ne possède pas de sous-espèce.